# Waldklassenzimmer

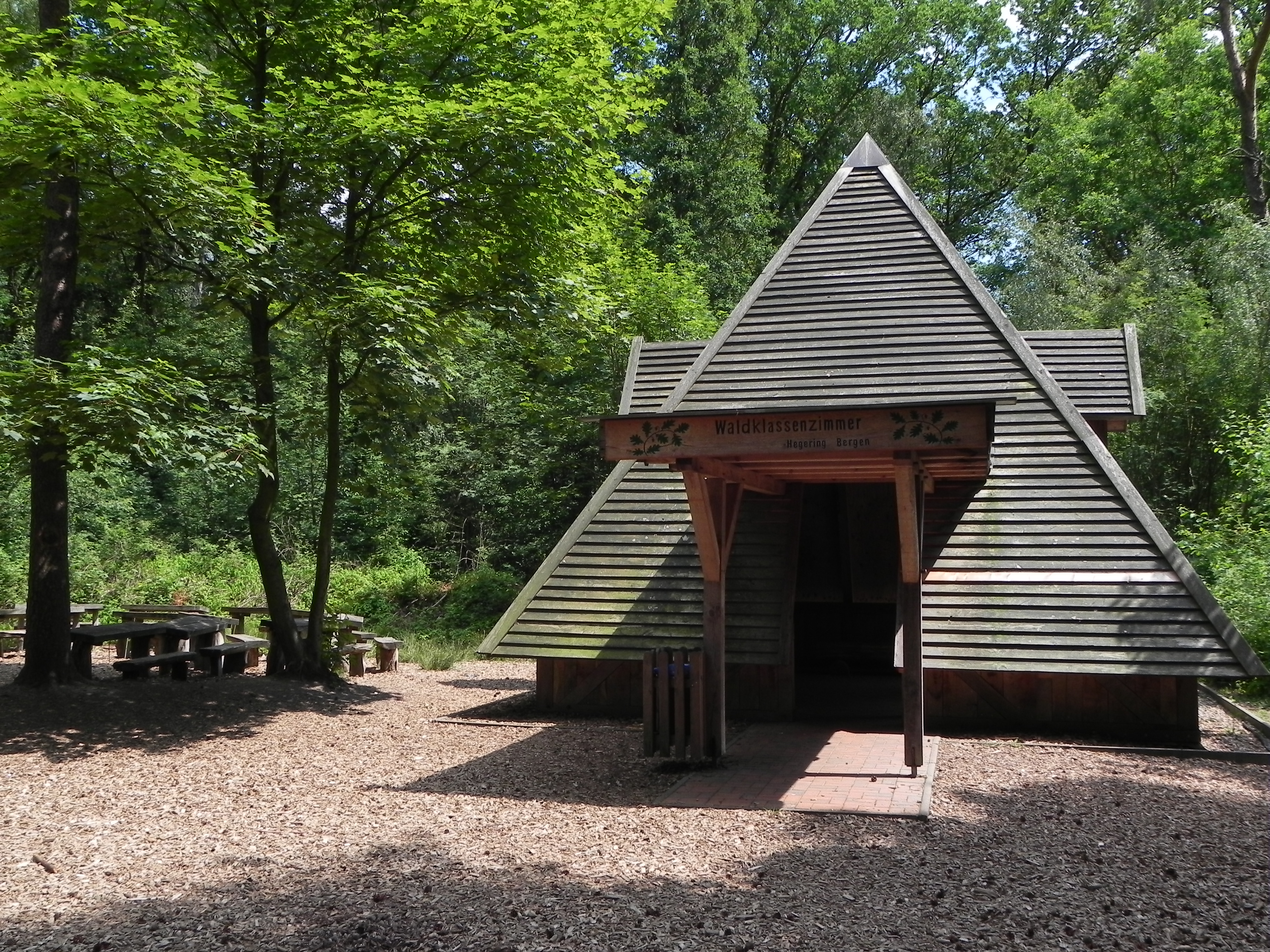
Waldklassenzimmer nahe Wohlde

Ein Waldklassenzimmer ist ein im Wald gelegener außerschulischer Lernort. Seiner Bezeichnung nach ist es eine Art Klassenraum, der aus der Schule in den Wald verlagert wurde. Dabei stellt es nur eine der verschiedenen Möglichkeiten dar, einen Lernort in der Natur anzulegen.

## Beschreibung
Waldklassenzimmer werden in der Regel von Kindergartengruppen oder Schulklassen besucht. Oft stehen sie auch anderen Besuchergruppen zur einmaligen oder regelmäßigen Nutzung offen. Hinsichtlich ihrer Gestaltung, Ausstattung und ihren Nutzungsmöglichkeiten können Waldklassenzimmer vielgestaltig ausfallen. Die meisten Waldklassenzimmer sind mit Sitzgelegenheiten und Tischen, einige mit einer Feuerstelle, einer wetterfesten Tafel oder einer Schutzhütte ausgestattet.

## Galerie

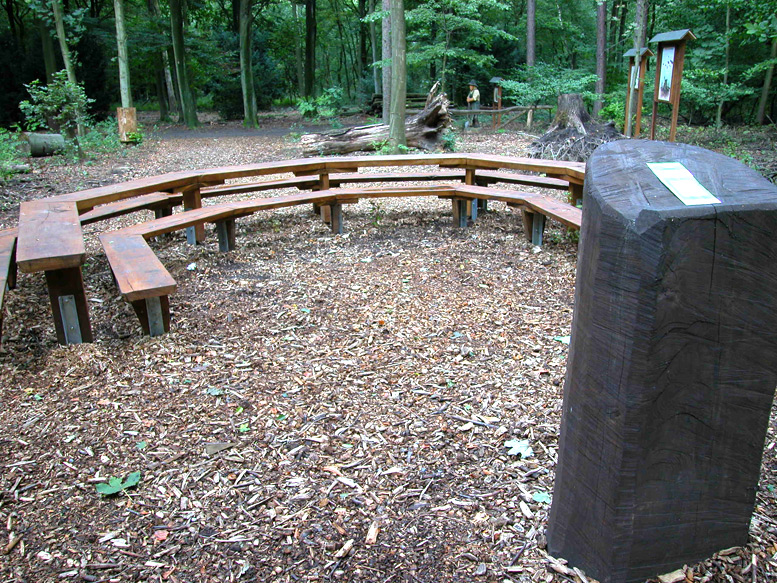
Waldklassenzimmer im Benrather Forst bei Düsseldorf
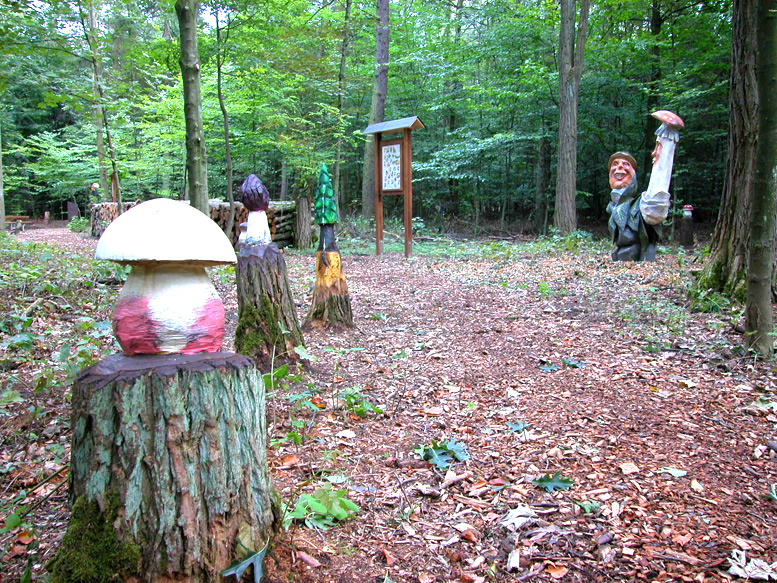
Waldklassenzimmer im Benrather Forst
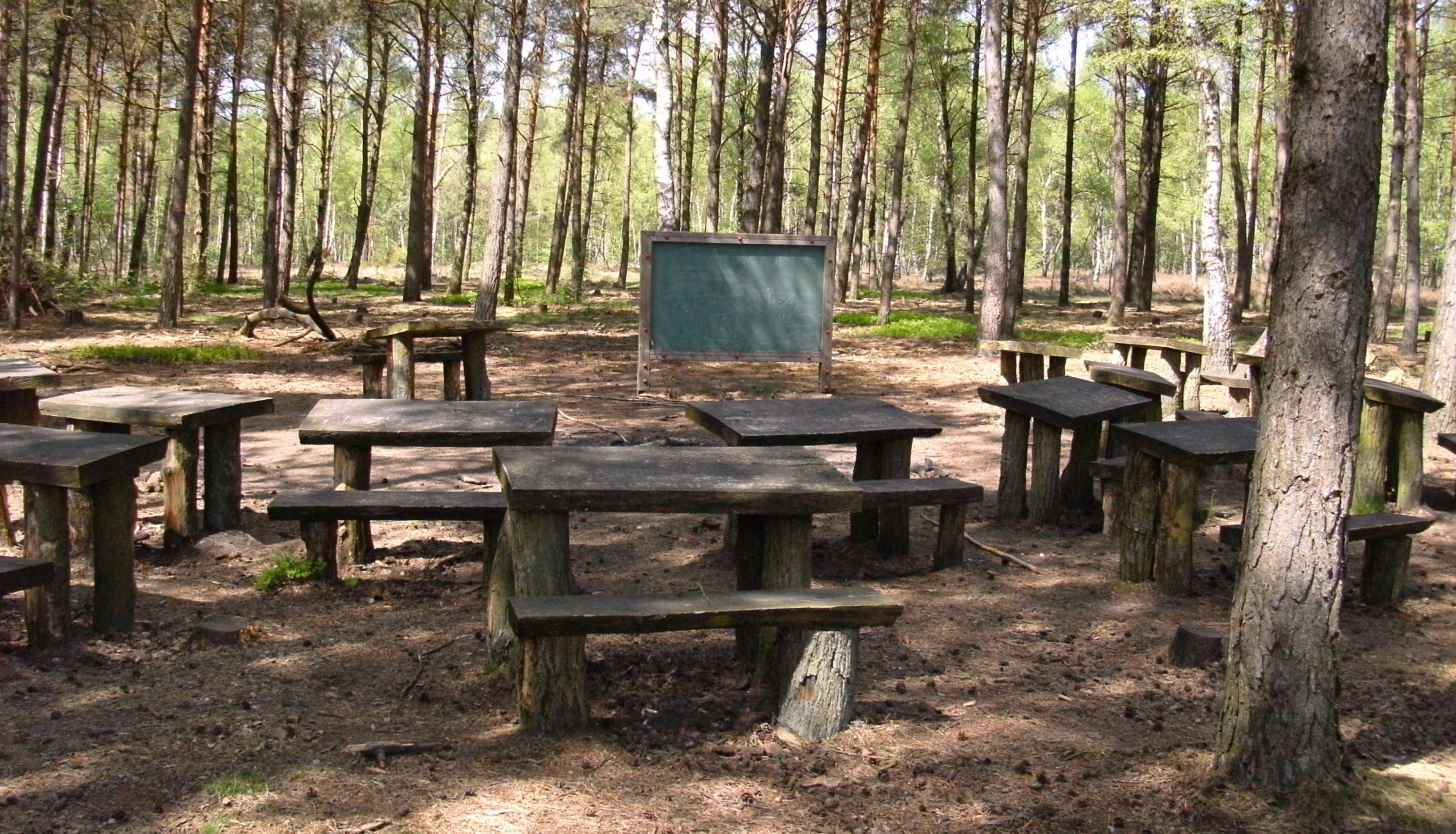
Waldklassenzimmer am Pietzmoor